# Estrimonis
Estrimonis (en llatí Strymonii, en grec antic Στρυμόνιοι) eren, segons la tradició, uns bitinis que havien emigrat a Àsia des de les terres del riu Estrímon a Europa i segons Heròdot s'havien anomenat així quan van arribar. També en parla Esteve de Bizanci, i Plini el Vell diu que alguns estrimonis van posar el nom a Bitínia.